# 葭田蔡泉
葭田 蔡泉（よしだ さいせん、文政8年（1825年） - 明治39年（1906年））は、江戸時代の南画家。椿椿山に師事した。
字を真恵。蔡泉また春圃と号した。宇都宮の生まれ。

## 略歴
宇都宮今泉神明宮（現今泉八坂神社）の禰宜葭田真第の長男として生まれる。幼少より画を好んだ。宇都宮から江戸でに出て大成功を収めた豪商大橋淡雅に画才を見いだされると静観堂で起居し画の修行をはじめた。16歳の頃、淡雅の紹介で椿椿山の画塾琢華堂に入門。椿山が没するまでの10年あまり師事する。
淡雅の子菊池澹如にも後援を受け、深く交わっている。澹如らと霞ヶ浦に遊び京都嵐山や浪華を旅した記録が残っている。

## 作品
- 「牡丹図」
- 「鷹に松・梅図」
- 「菊池澹如肖像」個人所蔵　安政3年（1856年）
- 「淡雅大橋知良像」『淡雅雑著』上巻・挿絵
- 「春葩秋草図」『澹如詩稿』挿絵